# Gran Pamir
El Grand Pamir, nom comú del Pamir Kalan o Pamir Tshong, és una vall fèrtil que fa 60 km de llargada, al límit entre el corredor de Wakhan a l'est de l'Afganistan i al sud de l'Alt Badakhchan al Tadjikistan, en el Pamir. Es troba sota del llac Zorkul.